# Zwevegem Ladies Open 2012
Lo Zwevegem Ladies Open 2012 è stato un torneo di tennis facente parte della categoria ITF Women's Circuit nell'ambito dell'ITF Women's Circuit 2012. Il torneo si è giocato a Zwevegem in Belgio dal 9 al 15 luglio 2012 su campi in terra rossa e aveva un montepremi di $25,000.

## Vincitori

### Singolare
Anastasija Sevastova ha battuto in finale  Çağla Büyükakçay con il punteggio di 6–0, 6–3

### Doppio
Mihaela Buzărnescu /  Nicola Geuer hanno battuto in finale  Kim Kilsdonk /  Nicolette van Uitert con il punteggio di 7–6(5), 1–6, [10–4]